# أليكس كومبتون
أليكس كومبتون (بالإنجليزية: Alex Compton)‏ مواليد 16 مارس 1974 في ماكاتي، هو مدرب كرة سلة أمريكي ولاعب سابق. بدأ مسيرته الاحترافية في سنة 1998. يدرب فريق ألاسكا أيسز في الرابطة الفلبينية لكرة السلة. اعتزل اللعب في 2008.